# Alethar
Das Alethar war ein Anfang des 20. Jahrhunderts von der Firma Goerz entwickeltes Objektiv.

## Geschichte
Dieses Spezial-Objektiv für Dreifarben-Aufnahmen, Reproduktionen und Autotypien kam 1903 auf den Markt und war Anfang des 20. Jahrhunderts für mehrere Jahre eines der erfolgreichsten fotografischen Objektive. Die zuvor entwickelten Reproduktionsobjektive wurden meistens nur für kleine Bildwinkel und mit kleiner Blende benutzt. 
Mit dem Alethar war es möglich geworden, bei voller Öffnung genügende Schärfe zu erzielen.
Auf der Weltausstellung Lüttich 1905 erhielt Goerz den Grand Prix. Die Meldungen dazu erwähnen jeweils auch das Alethar.